# 于洋 (バドミントン選手)
于 洋（う・よう、Yu Yang、1986年4月7日 - ）は、中華人民共和国の女子バドミントン選手。遼寧省海城市生まれ。中国科学技術大学卒業。

## 選手経歴
ダブルスのスペシャリスト。杜婧とのペアで、世界的なダブルスとして2004年から着実に出てきた。2008年の北京オリンピックで、韓国の李敬元・李孝貞を破って金メダルを獲得したことにより、その地位は確立した。その他のタイトルとして、ポーランドオープン（2004年）、中国マスターズ（2005年）、2006年のアジア選手権とスイス・オープン、2007年のロシアオープンと香港オープンとインドネシア・オープン、2008年のフランス・オープンと韓国オープンとシンガポール・オープンがある。2006年の世界選手権の銅メダリストだったが、2007年の同選手権には出場できなかった。2008年の全英オープンでは準優勝だったが、オリンピック決勝ではその全英覇者を破って雪辱を果たした。
何漢斌との混合ダブルスでも成功に恵まれている。2007年のアジア選手権とタイ・オープンとデンマーク・オープン、2008年のインド・オープンとスイス・オープンとマレーシア・オープンとフランス・オープンでタイトルを獲得した。北京オリンピックでは3位に終わったが、この競技で2つのメダルを獲得した2人のうちの一人になった。
だが、2012年のロンドンオリンピック、王暁理とのダブルスで韓国の鄭景銀・金ハナペアと河貞恩・金旼貞ペア、インドネシアのメイリアナ・ジョハリ・グレイシア・ポリイペアと共に「試合に勝つためにベストを尽くさなかった」そして「明らかに不正またはスポーツに好ましくないやり方」で八百長だと告発され失格となった。鄭景銀・金ハナと対戦し、どちらのペアも簡単な組み合わせを確保するために負けようとしたと思われたが、于洋は「決勝トーナメントのために体力を温存しただけですから」と主張した。少し後に、于洋はバドミントンを引退すると伝えられた。しかし、引退は撤回され現役を続けることになった。
2016年のリオデジャネイロオリンピックで女子ダブルスに出場、準決勝でデンマークのクリスティーナ・ペデルセン／カミラ・リターユール組にファイナルで敗れると、３位決定戦で韓国の鄭景銀／申昇瓚組に敗れ、４位に終わった。